# James Maslow
James David Maslow (Nueva York, 16 de julio de 1990) es un actor, cantante, modelo y bailarín estadounidense. A nivel artístico es conocido por su participación en la boyband Big Time Rush. En 2013 hizo una versión del éxito de Justin Timberlake "Mirrors" con Cimorelli. En 2014 participó en el reality show Dancing with the Stars.

## Biografía

### Primeros años
Maslow nació en la ciudad de Nueva York, pero creció en La Jolla, California. Fue criado bajo la religión judía, de hecho, en una entrevista declaró que su día festivo favorito es Janucá. A la edad de seis años inició lecciones de canto después de ser inscrito por sus padres en el coro de niños de San Diego. Estudió en las escuelas primarias La Jolla y Torrey Pines, posteriormente en la secundaria Muirlands y en San Diego School of Creative and Performing Arts. A los diez años interpretó un pequeño papel en la ópera La bohème, en una versión producida por la Ópera de San Diego. También asistió a un campamento de teatro en La Jolla Playhouse que se encuentra en el campus de la Universidad de California en San Diego. A los catorce años obtuvo su primer agente artístico e interpretó a Marius Pontmercy en una producción teatral de Les Miserables. Tras abandonar la San Diego School of Creative and Performing Arts, cuando cursaba décimo grado, ingresó a la escuela Coronado School of the Arts (CoSA, por sus siglas en inglés), de la cual se graduó en 2007 del departamento de teatro musical.

### Carrera
En 2008 debutó en la televisión en un episodio de la serie iCarly titulado iSaw Him First en el que actuó como Shane. Un año después apareció en la película @urFRENZ.

#### Big Time Rush
Big Time Rush es una banda de pop que se formó en 2009, conformada por Maslow, Kendall Schmidt, Carlos Pena, Jr. y Logan Henderson.
En 2007 Nickelodeon realizó un casting de actores para una comedia de situación (sitcom). Maslow envió su audición grabada y recibió el rol de James Diamond dos años después. Junto a sus compañeros de banda ha grabado varias canciones como «Big Time Rush» —tema principal de la serie—, «Any Kind Of Guy», «City Is Ours», «Halfway There», «Famous», «Shot in the Dark», «Stuck», etc. En octubre de 2010 se publicó un álbum titulado B.T.R. el cual incluye las canciones de la primera temporada de la serie y otros temas.

#### Dancing with the Stars
El 4 de marzo de 2014, la cadena de televisión estadounidense ABC anunció que Maslow participaría en la decimoctava edición de Dancing with the Stars.   Fue emparejado con la bailarina profesional Peta Murgatroyd. Durante su participación en el programa, obtuvo la primera calificación perfecta de la temporada por su baile al estilo de danza contemporánea del tema «Let It Go» de la película Frozen en la noche dedicada a Disney. Clasificó a las finales, pero fue eliminado en la primera noche de competencia en esta etapa. Sin embargo consiguió el cuarto lugar, con una calificación promedio de 26.9 (excluyendo las calificaciones de los jueces invitados).
| Semana | Baile / Canción                                  | Puntajes de los jueces | Puntajes de los jueces | Puntajes de los jueces | Puntajes de los jueces | Resultado        |
| Semana | Baile / Canción                                  | Inaba                  | Goodman                | Invitado1              | Tonioli                | Resultado        |
| --- | ------------------------------------------------ | ---------------------- | ---------------------- | ---------------------- | ---------------------- | ---------------- |
| 1 | Foxtrot / «Story of My Life»                     | 7                      | 7                      | —                      | 7                      | Sin eliminación  |
| 2 | Salsa / «Follow the Leader»                      | 9                      | 8                      | —                      | 8                      | Salvados         |
| 3 | Jive / «The Middle»                              | 9                      | 9                      | 9                      | 9                      | Salvados         |
| 42 | Tango / «Dark Horse»                             | 9                      | 8                      | 9                      | 9                      | Sin eliminación  |
| 5 | Contemporáneo / «Let It Go»                      | 10                     | 10                     | 10                     | 10                     | Salvados         |
| 6 | Quickstep / «You're the One That I Want»         | 9                      | 8                      | 9                      | 9                      | Salvados         |
| 7 | Samba / «Gasolina»                               | 9                      | 8                      | 9                      | 9                      | Últimos salvados |
| 7 | Equipo Freestyle / «La copa de la vida»          | 8                      | 8                      | 10                     | 9                      | Últimos salvados |
| 8 | Vals vienés / «6'2»                              | 8                      | 9                      | 10                     | 9                      | Últimos salvados |
| 8 | Jive en equipo / «Ain't Nothing Wrong with That» | 9                      | 10                     | 10                     | 10                     | Últimos salvados |
| 9 (Semifinal) | Chachachá / «Love Never Felt So Good»            | 10                     | 10                     | 10                     | 10                     | Salvados         |
| 9 (Semifinal) | Rumba / «Islands in the Stream»                  | 9                      | 9                      | 9                      | 9                      | Salvados         |
| 10 (Final) | Tango / «Adore You (Cedric Gervais Remix)»       | 9                      | 10                     | —                      | 10                     | Eliminados       |
| 10 (Final) | Freestyle / «Original Don»                       | 10                     | 9                      | —                      | 10                     | Eliminados       |
| 1Los jueces invitados fueron Robin Roberts, Julianne Hough, Donny Osmond, Redfoo, Ricky Martin, Abby Lee Miller y Kenny Ortega. 2En esta semana, como parte de los «cambios de pareja», Maslow bailó con Cheryl Burke y Murgatroyd con Charlie White. |                                                  |                        |                        |                        |                        |                  |

## Filmografía

### Películas
| Año  | Título                | Rol                  | Notas                  |
| ---- | --------------------- | -------------------- | ---------------------- |
| 2013 | Getaway               | Max                  | Protagonista           |
| 2013 | The Frozen Ground     | Daniel O'Brian       | Protagonista           |
| 2017 | Love Exclusively      | Caleb                | Protagonista           |
| 2017 | Art Show Bingo        | Wilbur Hunter        | Protagonista           |
| 2018 | Bachelor Lions        | Mark Meyers          | Protagonista           |
| 2018 | Room for Murder       | Jake                 | Protagonista           |
| 2020 | My Boyfriend's Meds   | Henry                | Protagonista           |
| 2020 | Wolf Hound            | Capitán David Holden | Protagonista           |
| 2020 | Stars Fell on Alabama | Bryce Dixon          | Protagonista           |
| 2020 | We Need to Talk       | Scott Stewart        | Protagonista           |
| 2021 | Ron's Gone Wrong      | Bubble Employee      | Protagonista           |
| 2023 | Stars Fell Again      | Bryce Dixon          | Protagonista, película |
| 2023 | Holiday Twist         | Sam                  | Protagonista, película |
| TBA  | Hellstorm             | Bolton               | Protagonista, película |

### Televisión
| Año       | Título                     | Rol           | Notas                                              |
| --------- | -------------------------- | ------------- | -------------------------------------------------- |
| 2008      | iCarly                     | Shane         | Invitado 1 episodio, serie de TV Nickelodeon       |
| 2009–2013 | Big Time Rush              | James Diamond | Protagonista, serie de TV Nickelodeon              |
| 2011      | Hand aufs Herz             | El mismo      | Invitado 1 episodio, serie de TV                   |
| 2012      | How to Rock                | El mismo      | Invitado 1 episodio, serie de TV Nickelodeon       |
| 2012      | Big Time Movie             | James Diamond | Protagonista, película de TV Nickelodeon           |
| 2012—2013 | See Dad Run                | Ricky Adams   | Invitado 2 episodios, serie de TV Nickelodeon      |
| 2013      | Marvin Marvin              | El mismo      | Invitado 1 episodio, serie de TV Nickelodeon       |
| 2014      | Dancing with the Stars     | El mismo      | Participante, Temporada 18                         |
| 2014      | Sequestered                | Kevin Mohr    | Protagonista, serie de TV                          |
| 2015      | The Penguins of Madagascar | Castor James  | Invitado 1 Episodio, serie de TV Nickelodeon (voz) |
| 2015      | Seeds of Yesterday         | Bart Foxworth | Protagonista, película de TV                       |
| 2018      | The Big Bang Theory        | Bartender     | Invitado 1 episodio, serie de TV                   |
| 2018      | Celebrity Big Brother      | El mismo      | Participante, temporada 1                          |
| 2019      | The Big Stage              | El mismo      | Conductor                                          |
| 2020      | World's Funniest Animals   | El mismo      | Invitado 1 episodio serie de TV                    |
| 2021      | Down to Business           | El mismo      | Invitado 1 episodio serie de TV                    |
| 2023      | iCarly                     | Shane         | Invitado 1 episodio, serie de TV Paramount+        |

## Discografía

### Álbumes de estudio
| Título        | Detalles                                                                                              |
| ------------- | --- |
| How I Like It | - Lanzamiento: 3 de marzo de 2017 - Formatos: CD, descarga digital, streaming - Discográfica: Membran |

### Sencillos

#### Como artista Principal
| Título                    | Año  | Álbum         |
| ------------------------- | ---- | ------------- |
| "Lies" (con Unlike Pluto) | 2015 | Sin álbum     |
| "Circles"                 | 2015 | Sin álbum     |
| "Cry" (con City Fidelia)  | 2017 | How I Like It |
| "How I Like It"           | 2017 | How I Like It |
| "Who Knows"               | 2017 | How I Like It |
| "Christmas Beautiful"     | 2017 | Sin álbum     |
| "Falling"                 | 2018 | Sin álbum     |
| "All Day" (con Dominique) | 2018 | Sin álbum     |
| "Love U Sober"            | 2019 | Sin álbum     |
| "Delirious"               | 2019 | Sin álbum     |
| "Did You Forget"          | 2019 | Sin álbum     |
| "History"                 | 2020 | Sin álbum     |

#### Como artista Invitado
| Título                                                         | Año  | Álbum     |
| -------------------------------------------------------------- | ---- | --------- |
| "Never Too Young" (MattyB con James Maslow)                    | 2013 | Sin álbum |
| "Now The Time Has Come" (Ringo Starr con Varios artistas)      | 2017 | Sin álbum |
| "Brayton Be Faking" (Desmond Dennis con James Maslow)          | 2021 | Sin álbum |
| "In My Head" (Lauren Mayhew con James Maslow & Eugene Ugorski) | 2022 | Sin álbum |
| "Crazy Talk" (Bryan Todd con James Maslow & Thomas Will)       | 2024 | Sin álbum |

### Otras Apariciones
| Título    | Año  | Otro artista (s) | Álbum        |
| --------- | ---- | ---------------- | ------------ |
| "Mirrors" | 2013 | Cimorelli        | Best Of 2013 |